# WAT Atzgersdorf
Il WAT Atzgersdorf è una squadra di pallamano maschile austriaca con sede a Atzgersdorf, uno dei distretti di Vienna.

## Palmarès

### Trofei nazionali
- Campionato austriaco: 1
  - 1961-62.

### Partecipazioni alle coppe europee
| Comp.                    | Avversario         | Round       | PG | PV | PN | PP | GF | GS | DF  |
| ------------------------ | ------------------ | ----------- | -- | -- | -- | -- | -- | -- | --- |
| Coppa Campioni 1962-1963 | Spartacus Budapest | Primo turno | 1  | 1  | 0  | 0  | 14 | 25 | -11 |
| Totale                   | -                  | -           | 1  | 0  | 0  | 1  | 14 | 25 | -11 |